# Strychnos brachiata
Strychnos brachiata är en tvåhjärtbladig växtart som beskrevs av Hipólito Ruiz López och Pav.. Strychnos brachiata ingår i släktet Strychnos och familjen Loganiaceae. Inga underarter finns listade i Catalogue of Life.